# Vrigne-aux-Bois
Vrigne-aux-Bois är en kommun i departementet Ardennes i regionen Grand Est (tidigare regionen Champagne-Ardenne) i nordöstra Frankrike. Kommunen ligger  i kantonen Sedan-Ouest som ligger i arrondissementet Sedan. År 2018 hade Vrigne-aux-Bois 3 184 invånare.

## Befolkningsutveckling
Antalet invånare i kommunen Vrigne-aux-Bois
Referens: INSEE

## Galleri

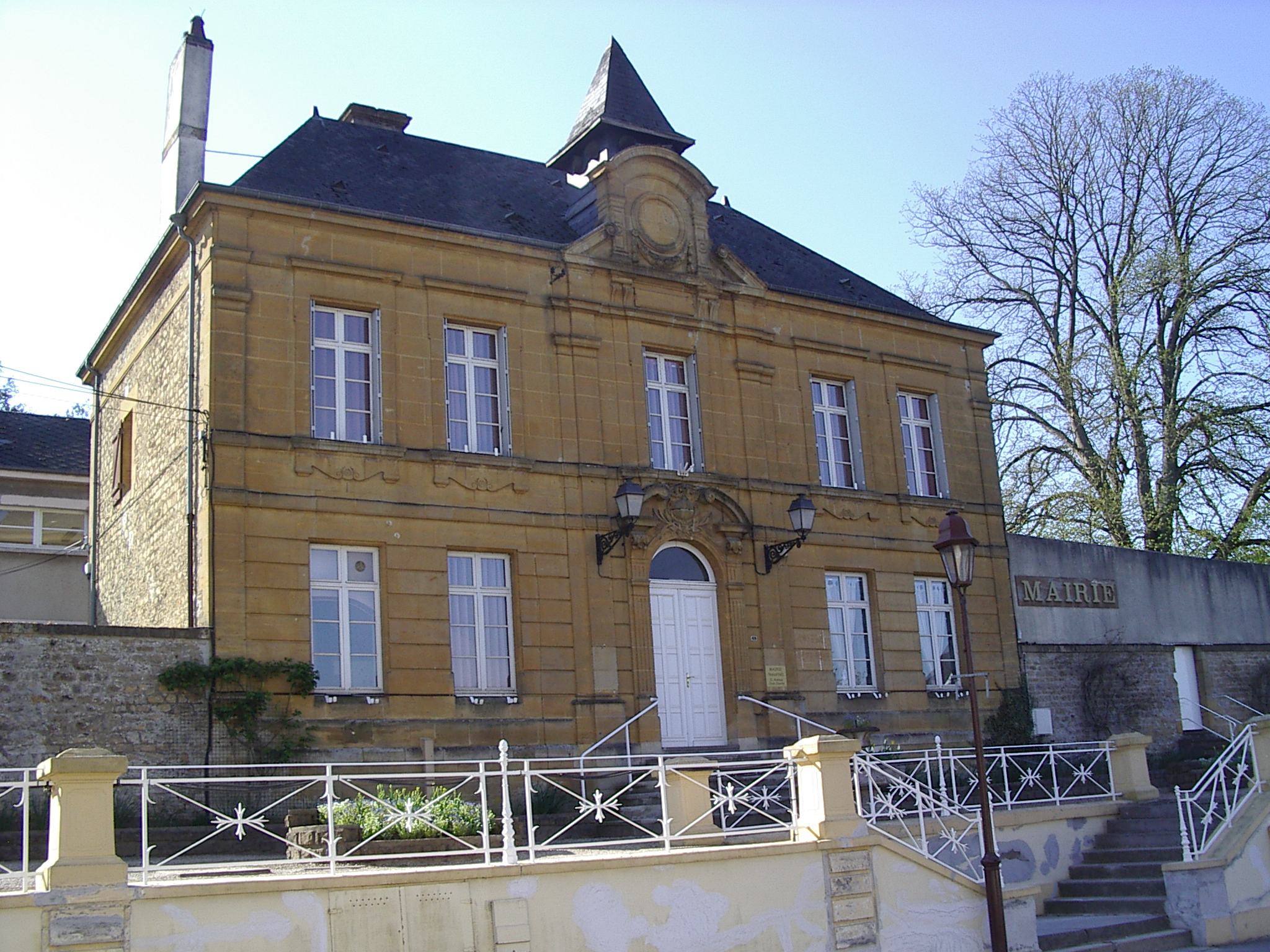
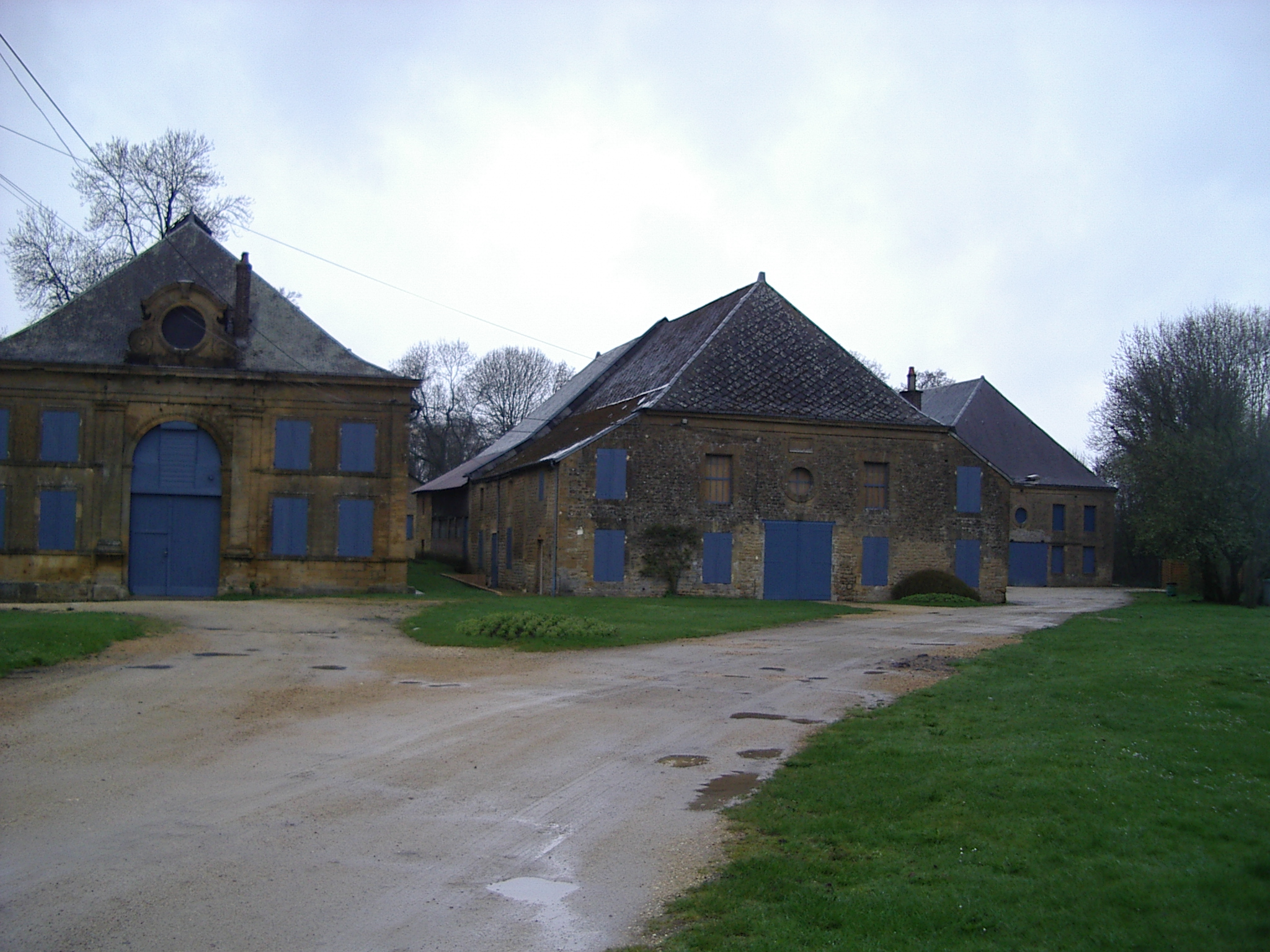
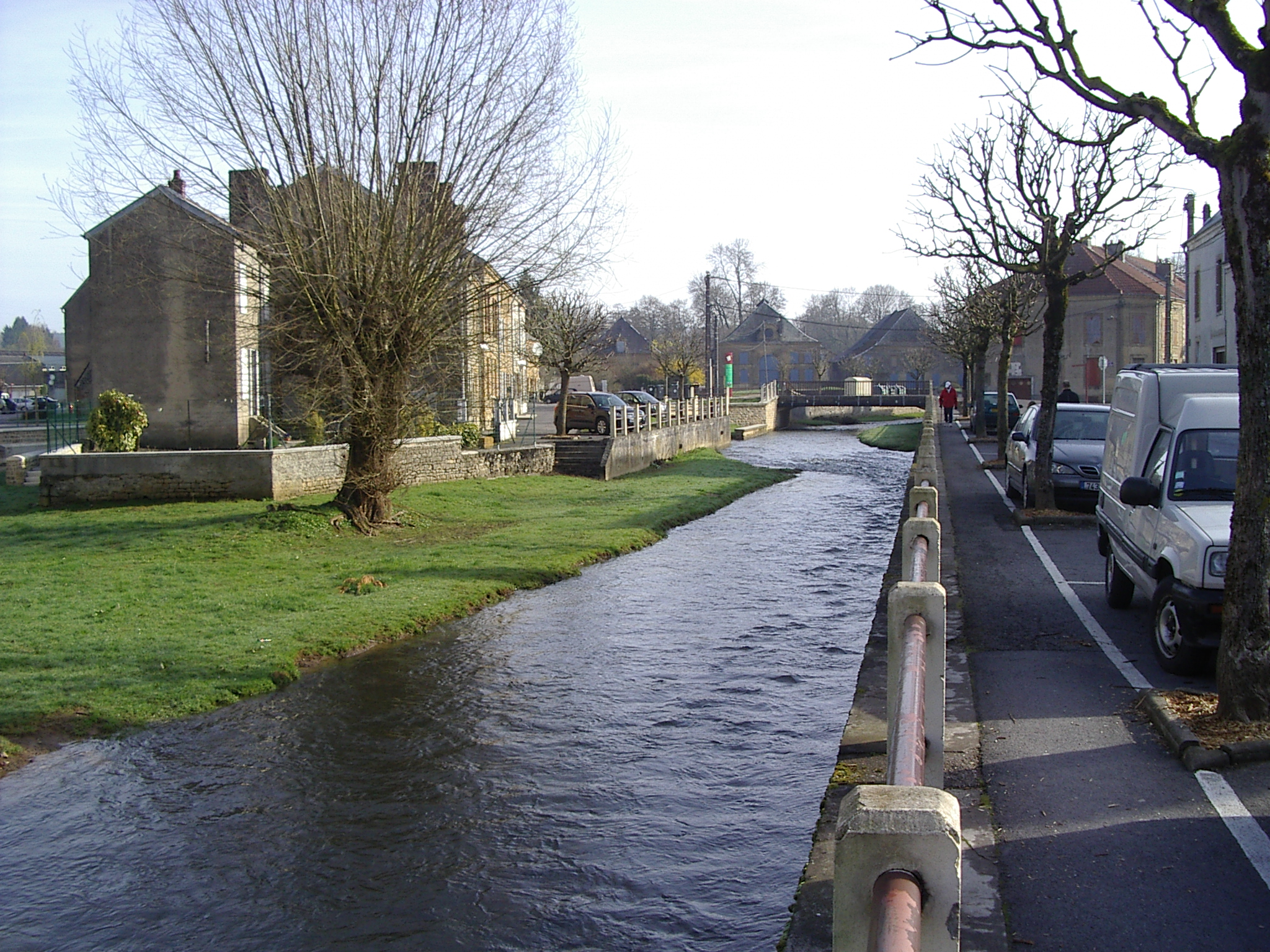